# Yasmin Harper
Pour les articles homonymes, voir Harper.
Yasmin Harper, née le 28 juillet 2000 à Chester (Royaume-Uni), est une plongeuse britannique.
Elle est médaille de bronze olympique en 2024 ainsi que médaillée mondiale en argent en 2023 et 2025 et en bronze en 2024.

## Carrière
Yasmin Harper est médaillée de bronze en tremplin individuel à 3 mètres aux Championnats d'Europe de natation 2022.
Elle commence à plonger en duo avec Scarlett Mew Jensen en 2023. Quelques mois après le début de leur collaboration, elles remporte la médaille d'argent en plongeon synchronisé à 3 m aux Championnats du monde de natation 2023 qui leur permet de se qualifier pour les Jeux de 2024. Le duo est ensuite médaillé de bronze dans la même épreuve aux Championnats du monde de natation 2024.
Lors du premier jour des Jeux olympiques d'été de 2024, Mew Jensen et elle remporte la médaille de bronze du plongeon synchronisé à 3 m. C'est la première médaille olympique en plongeon féminin de la Grande-Bretagne.

## Palmarès

### Jeux olympiques
- Jeux olympiques d'été de 2024 à Paris ( France) :
  -  Médaille de bronze au tremplin à 3 m synchronisé

### Championnats du monde
- Championnats du monde 2023 à Fukuoka ( Japon) :
  -  Médaille d'argent au tremplin à 3 m synchronisé
- Championnats du monde 2024 à Doha ( Qatar) :
  -  Médaille de bronze au tremplin à 3 m synchronisé
- Championnats du monde 2025 à Singapour ( Singapour) :
  -  Médaille d'argent au tremplin à 3 m synchronisé

### Championnats d'Europe
- Championnats d'Europe 2022 à Rome ( Italie) :
  -  Médaille de bronze au tremplin à 3 m